# Ханссен, Леви
Леви Ханссен (24 февраля 1988, Веллингтон) — фарерский футболист, фланговый полузащитник и нападающий, выступал в основном за «ХБ Торсхавн» и «ЭБ/Стреймур».

## Клубная карьера
Ханссен родился в Веллингтоне, Новая Зеландия, но вырос в фарерском Торсхавне. В профессиональном футболе дебютировал в 2004 году, выступая за команду «ХБ Торсхавн», в которой провёл один сезон, приняв участие в 20 матчах чемпионата.
Своей игрой за эту команду привлёк внимание представителей тренерского штаба клуба «Скала», в состав которого присоединился в 2006 году. Сыграл за команду из Скалы следующие два сезона своей игровой карьеры. Большинство времени, проведённого в составе «Скалы», был основным игроком команды.
В 2008 году заключил контракт с клубом «ЭБ/Стреймур», в составе которого провёл следующие два года своей карьеры. Играя в составе «ЭБ/Стреймур», также в основном выходил на поле с первых минут.
В 2010 году на один сезон вернулся в «ХБ Торсхавн». В 2011 году снова стал игроком «ЭБ/Стреймур», подписав трёхлетний контракт. В 2014 году он второй раз вернулся в состав клуба «ХБ Торсхавн».

## Выступления за сборную
В 2009 году дебютировал в официальных матчах в составе национальной сборной Фарерских островов. На данный момент провёл в форме главной команды страны три матча.